# U-513
U-513 — большая океанская немецкая подводная лодка типа IX-C, времён Второй мировой войны.
Заказ на постройку лодки был отдан судостроительной компании «Дойче Верке» в Гамбурге 14 февраля 1940 года. Лодка была заложена 26 апреля 1941 года под строительным номером 309, спущена на воду 29 октября 1941 года, 10 января 1942 года под командованием корветтен-капитана Рольфа Рюггеберга вошла в состав учебной 4-й флотилии. 1 сентября 1942 года вошла в состав 10-й флотилии. Лодка совершила 4 боевых похода, в которых потопила 6 судов (29 940 брт) и повредила 2 судна (13 177 брт).
19 июля 1943 года потоплена в южной Атлантике, к юго-востоку от Сан-Франциско-до-Сул в районе с координатами 27°17′ ю. ш. 47°32′ з. д. глубинными бомбами с американского самолёта PBM Mariner из состава эскадрильи VP-74. 46 членов экипажа погибли, семеро выжили.